# Contea di Carter (Tennessee)
La contea di Carter in inglese Carter County è una contea dello Stato del Tennessee, negli Stati Uniti. La popolazione al censimento del 2000 era di 56 742 abitanti. Il capoluogo di contea è Elizabethton.